# Tully Castle

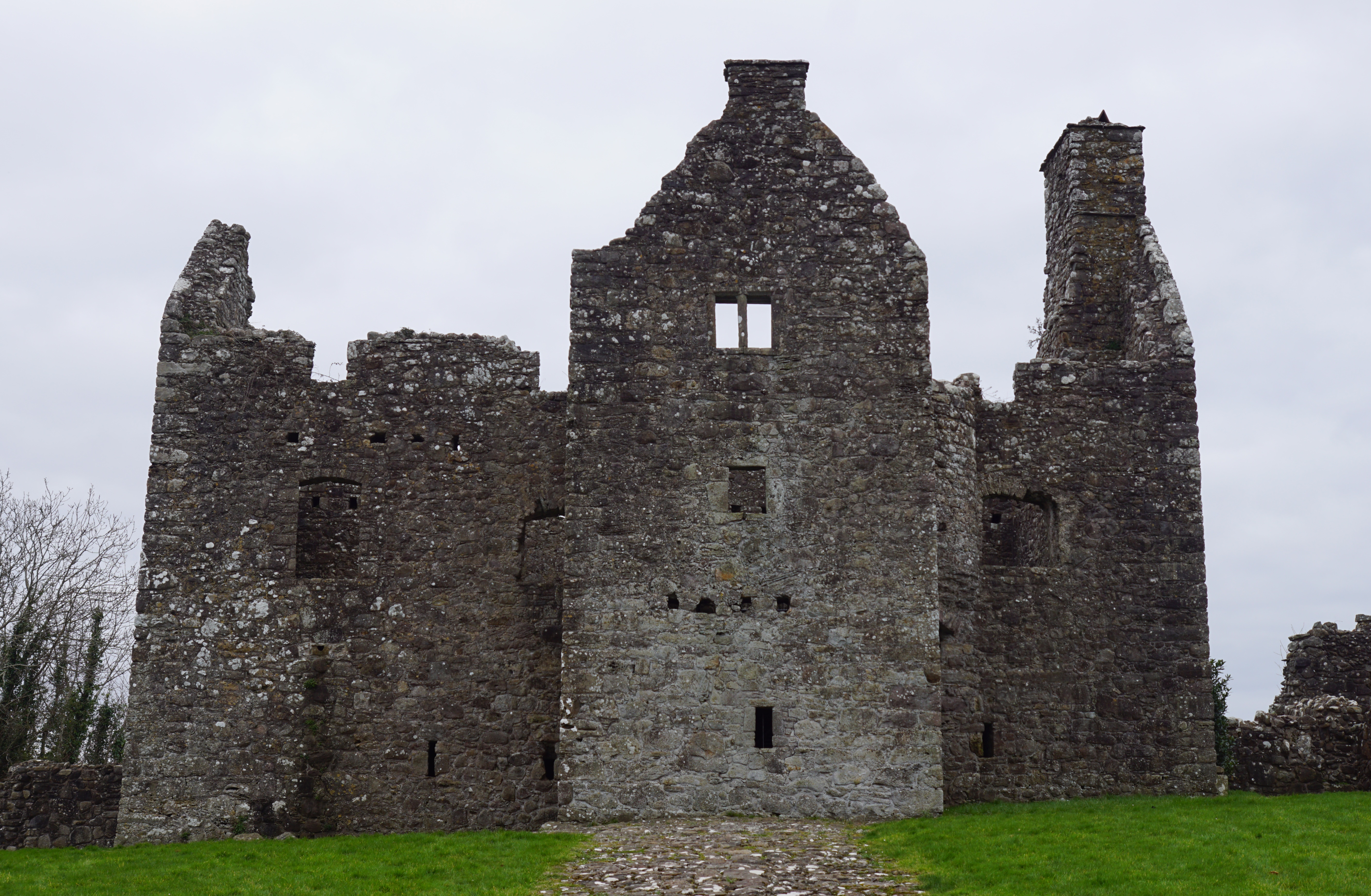
Tully Castle.

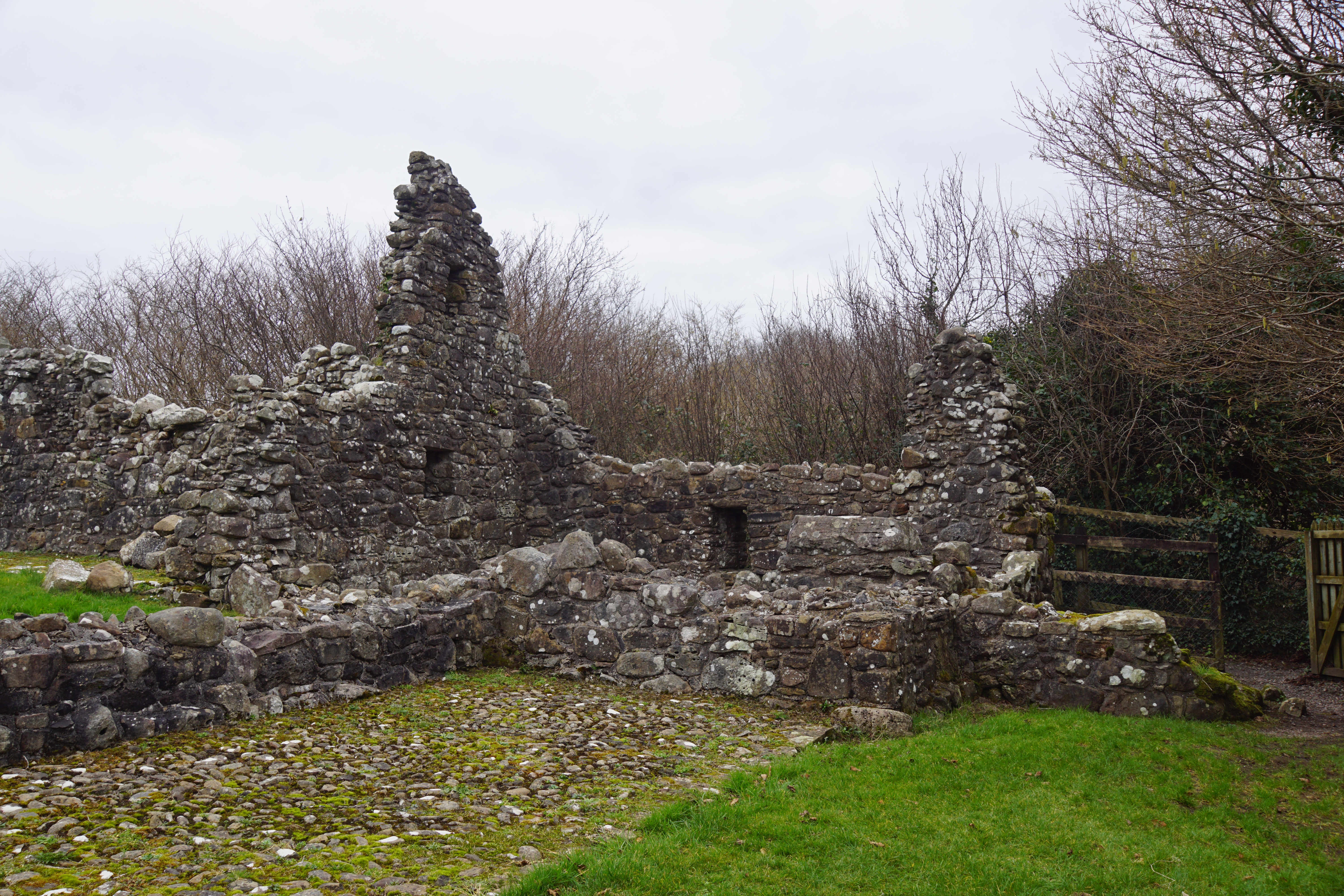
Het zuidoostelijke hoekgebouw.

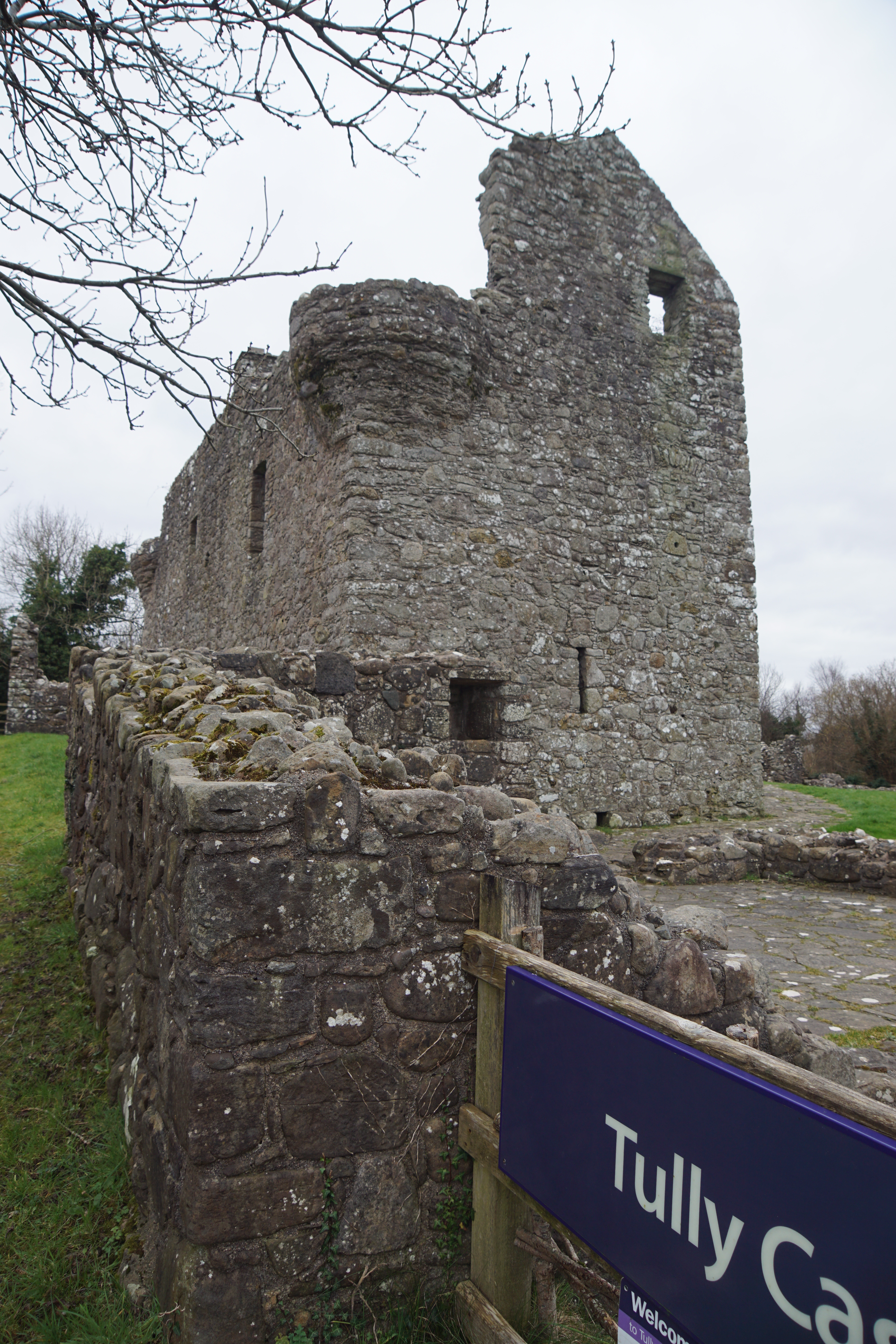
Westzijde van het kasteel met op de voorgrond het noordwestelijke hoekgebouw.

Tully Castle is een vroeg zeventiende-eeuws kasteel, gelegen 2 kilometer ten noordoosten van Church Hill, zo'n 19 km  ten noordwesten van Enniskillen, in County Fermanagh, Noord-Ierland. 
Het is een van de overgebleven kastelen uit de periode van Engelse volksplantingen in Ierland in County Fermanagh.

## Geschiedenis
In het kader van de Engelse volksplantingen in Ierland bouwde John Hume voor 24 Schotse families het dorpje Church Hill tussen 1610 en 1619. Bij het dorpje bouwde hij tussen 1611 en 1613 Tully Castle.
In december 1641 veroverde de Ierse kapitein Rory Maguire met 800 man het kasteel. De familie Hume mocht levend vertrekken naar Monea Castle, maar de overgebleven 15 mannen en ongeveer 60 vrouwen en kinderen werden opgesloten in de opslagruimte van het kasteel. Op de kerstdag werden zij afgeslacht en werd het kasteel in brand gestoken. Sindsdien is het kasteel een onbewoonde ruïne.

## Beschrijving
Tully Castle is gelegen op Tully Point, een hoogte uitkijkend over Lower Lough Erne. Het complex heeft een min of meer vierkante plattegrond met een oppervlakte van 30,5 vierkante meter en bestond uit een ommuurde binnenplaats met muren van 4,3 meter hoog met op elk van de hoeken een rechthoekig gebouw voorzien van schietgaten. Het kasteel staat aan de noordzijde van de binnenplaats en heeft een T-vormige plattegrond. De toegang tot de ommuurde binnenplaats bevond aan de zuidzijde, recht tegenover het kasteel. 
Het hoofdblok van het kasteel is 15,2 meter bij 6,4 meter groot. De ingang van het kasteel bevindt zich in de westzijde van een uitstekend, vierkante uitbouw in het midden van de zuidzijde van het kasteel. In deze uitbouw bevond zich een wenteltrap naar de eerste verdieping waar zich de privévertrekken bevonden. De verdieping was gesplitst in twee kamers elk met een haard en had alleen ramen aan de zuid- en oostzijde waar zich de binnenplaats bevindt. Vanaf de eerste verdieping loopt er een tweede wenteltrap als gekraagd torentje in de zuidoostelijke hoek van de uitbouw naar de bovenste verdieping. De begane grond heeft een gewelfd plafond en is 14,6 bij 4,6 meter groot. Aan de oostzijde bevindt zich een haard en grote schoorsteen.

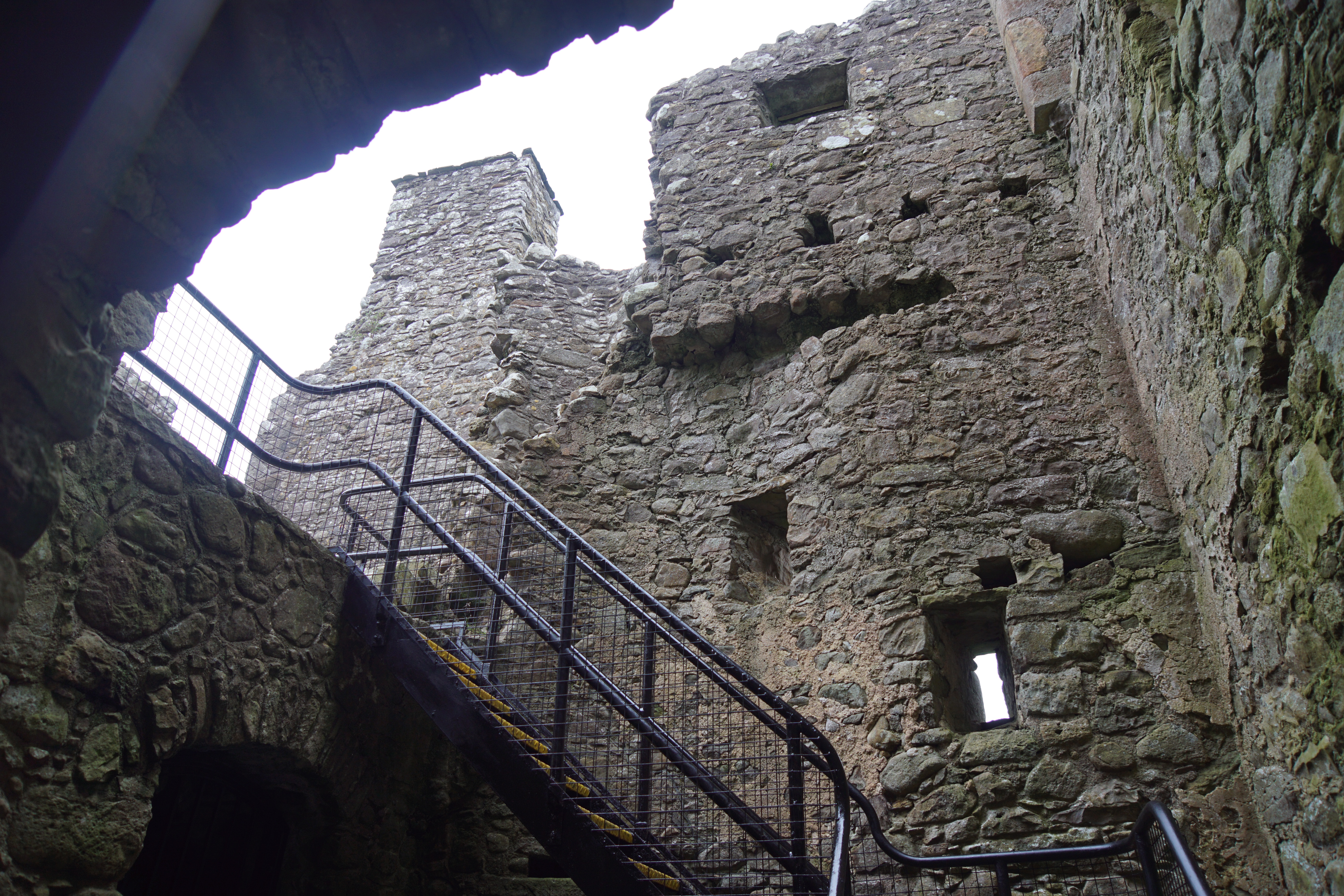
Interieur
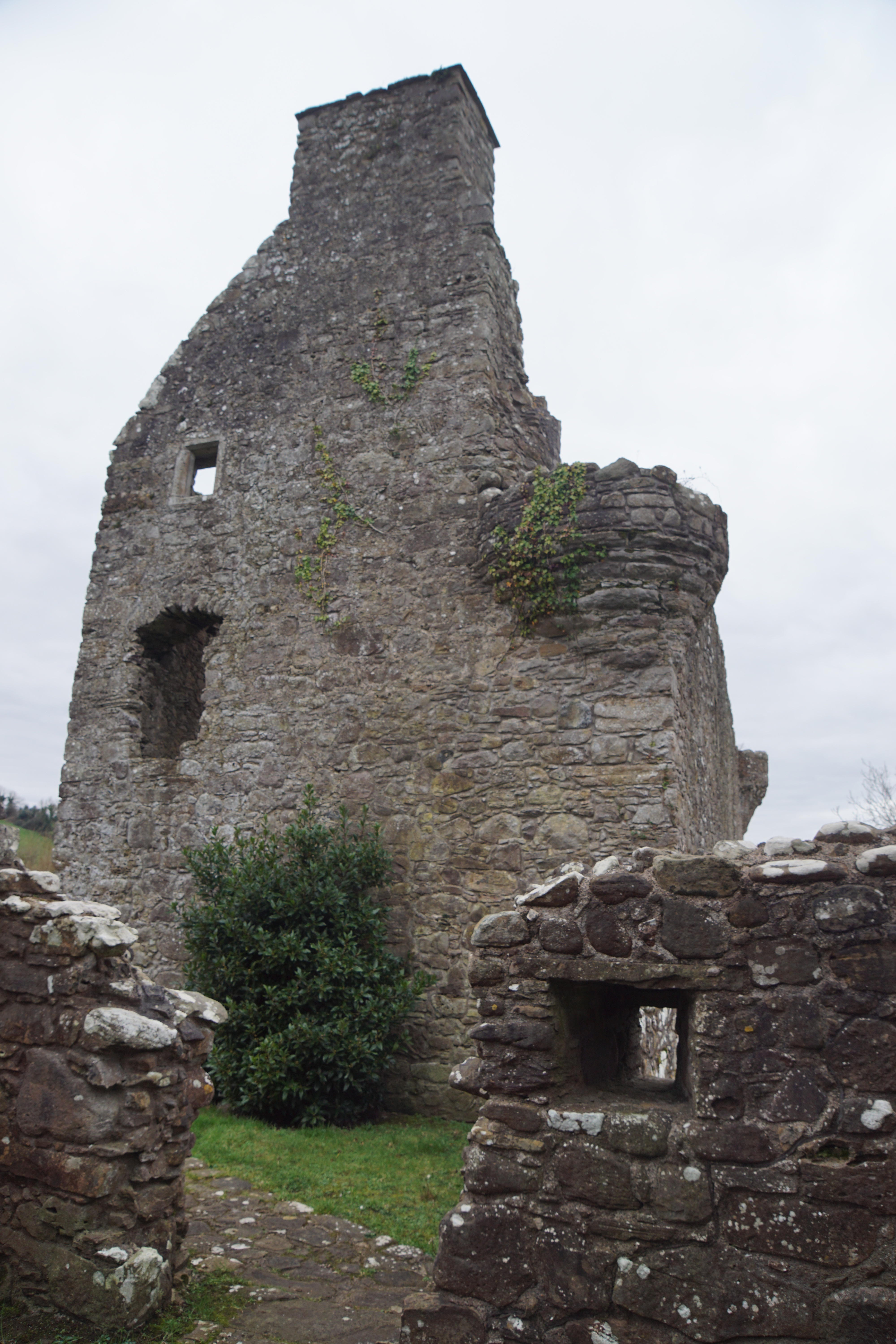
De oostzijde vanuit het noordoostelijke hoekgebouw
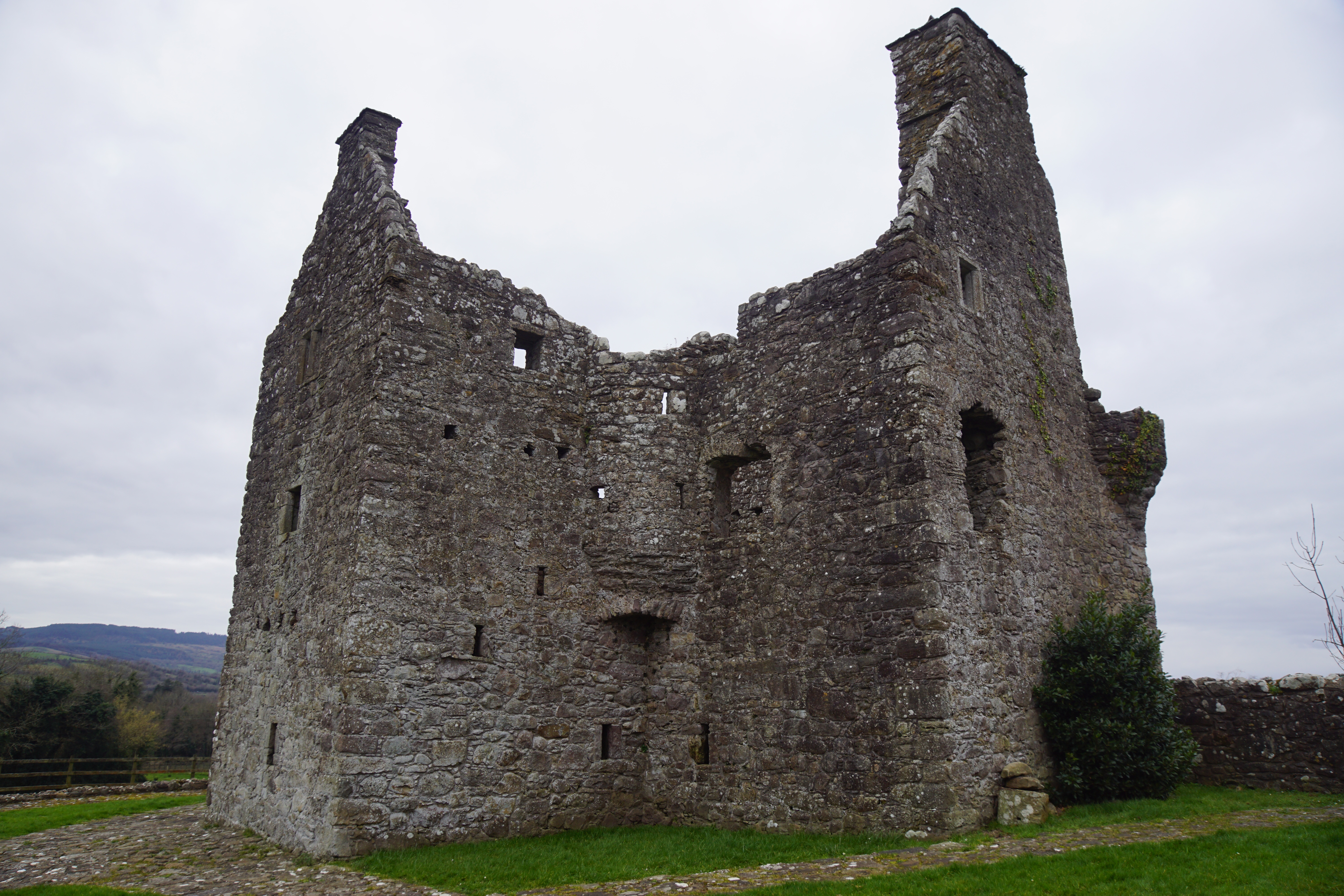
Vanuit het zuidoosten met in het midden de traptoren die begint op de 1e verdieping
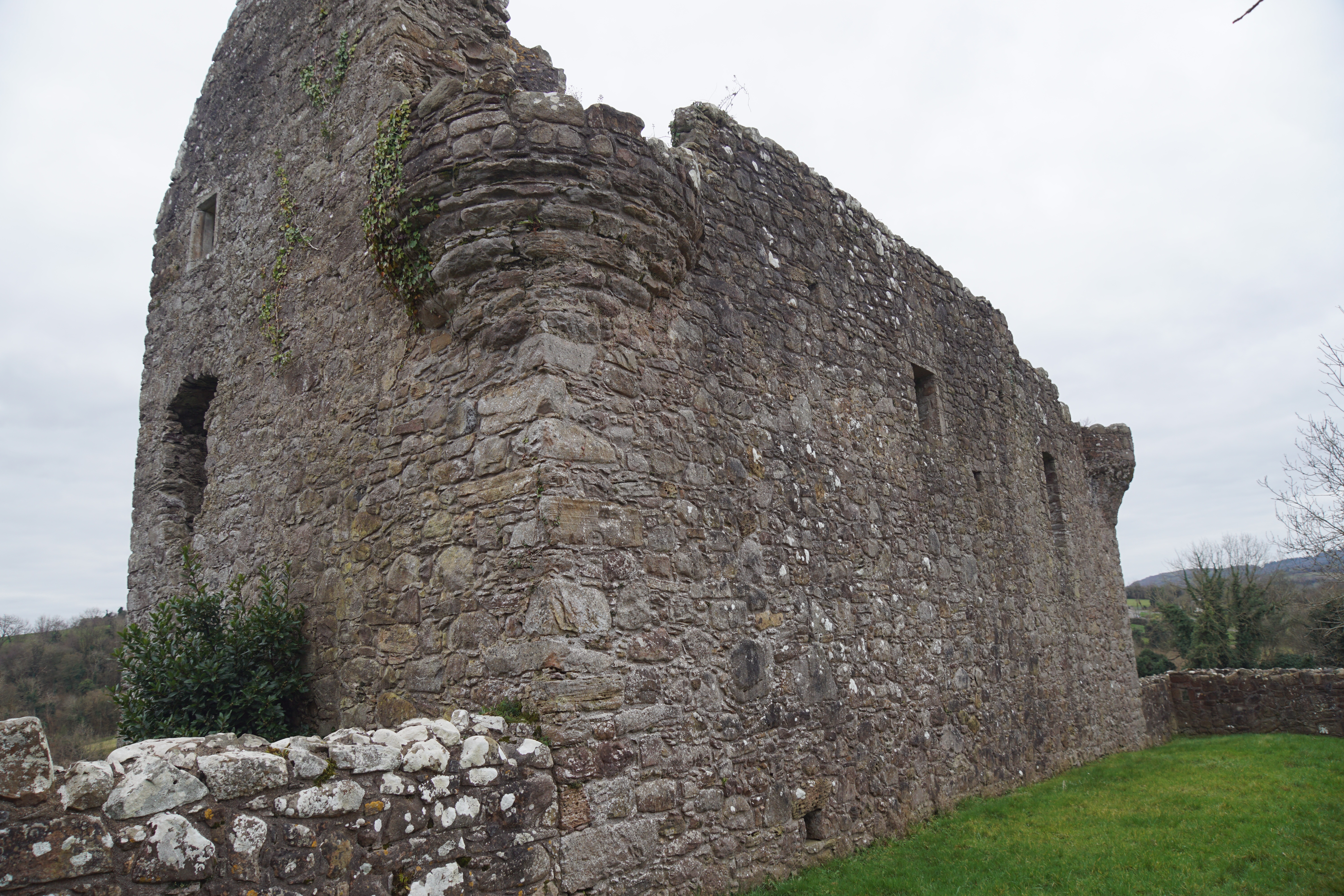
Noordzijde van het kasteel (niet gericht op de binnenplaats)

## Beheer
Tully Castle is een State Care Monument, net als het nabij gelegen Monea Castle.